# پورتو کلمبیا (گواینیا)
پورتو کلمبیا (انگلیسی: Puerto Colombia, Guainía) نام یک منطقه مسکونی در کلمبیا است.